# Emerald Beach
|  | Dieser Artikel wurde aufgrund von inhaltlichen Mängeln auf der Qualitätssicherungsseite des Projektes USA eingetragen. Hilf mit, die Qualität dieses Artikels auf ein akzeptables Niveau zu bringen, und beteilige dich an der Diskussion! Eine nähere Beschreibung der zu behebenden Mängel fehlt. |

Emerald Beach ist ein Village im White River Township im Barry County im US-Bundesstaat Missouri. Laut Volkszählung im Jahr 2020 hatte sie eine Einwohnerzahl von 212 auf einer Fläche von 1,9 km². Die Bevölkerungsdichte lag bei 112 Einwohnern pro km².

## Demografie
Die bei der Volkszählung im Jahr 2000 ermittelten 250 Einwohner von Emerald Beach lebten in 120 Haushalten; darunter waren 84 Familien. Die Bevölkerungsdichte betrug 350 pro km². Im Ort wurden 215 Wohneinheiten erfasst. Unter der Bevölkerung waren 98 % Weiße.
Unter den 120 Haushalten hatten 15 % Kinder unter 18 Jahren; 64 % waren verheiratete zusammenlebende Paare. 26 % der Haushalte waren Singlehaushalte. Die durchschnittliche Haushaltsgröße war 2,08, die durchschnittliche Familiengröße 2,45 Personen.
Die Bevölkerung verteilte sich auf 13 % unter 18 Jahren, 2 % von 18 bis 24 Jahren, 17 % von 25 bis 44 Jahren, 37 % von 45 bis 64 Jahren und 32 % von 65 Jahren oder älter. Der Median des Alters betrug 56 Jahre.
Der Median des Haushaltseinkommens betrug 32.813 $, der Median des Familieneinkommens 36.875 $. Das Pro-Kopf-Einkommen in Emerald Beach betrug 16.267 $. Unter der Armutsgrenze lebten 12,9 % der Bevölkerung.